# Narsaq
Ne doit pas être confondu avec Narsaq Kujalleq.
Narsaq (Narssaĸ avant 1973) est une commune groenlandaise située dans la municipalité de Kujalleq. Par sa population, Narsaq constitue la huitième ville du Groenland avec 1 581 habitants en 2012.
Jusqu’au 31 décembre 2008, elle était le chef-lieu de la municipalité de Narsaq. Depuis le 1er janvier 2009, elle appartient à la nouvelle municipalité de Kujalleq.
La ville fut fondée en 1830.

## Économie
Longtemps basée sur la pêche, toujours importante mais qui a connu une période de crise ces dernières décennies du fait de la raréfaction de certaines espèces, l'économie de Narsaq se réoriente partiellement vers l'exploitation minière, à la suite de la découverte de gisements de terres rares, comme dans de nombreux endroits de la côte ouest du Groenland, et dont l'exploitation pourrait démarrer en 2017.
La controverse autour d’un projet minier à Kvanefjeld, situé près de la ville, est à l’origine de la démission de la coalition gouvernementale, début février 2021. Les membres du Parlement local ont infligé au premier ministre un vote de défiance, lui imposant la tenue d’élections anticipées. En avril 2021, le parti de gauche écologiste, Inuit Ataqatigiit (IA) mené par Múte Bourup Egede, opposé à ce projet minier controversé remporte les élections